# Veščica, Murska Sobota
Veščica este o localitate din comuna Murska Sobota, Slovenia, cu o populație de 406 locuitori.